# Луї Гейз
Луї́ Се́делл Гейз (англ. Louis Sedell Hayes; 31 травня 1937, Детройт, Мічиган) — американський джазовий ударник. Грав з Юсефом Латіфом, Кеннонболлом Еддерлі, Сонні Кларком, Оскаром Пітерсоном, Горасом Сільвером та ін.

## Біографія
Народився 31 травня 1937 року в Детройті  (штат Мічиган). Його батько був музикантом-любителем, грав на барабанах і фортепіано, кузен  Кларенс Стемпс також грав на барабанах, а брат Джеральд був професіональним саксофоністом. Вчився грати у свого батька, потім у Стемпса (1948—1951). Пізніше навчався у музичній школі Вурлітцер (1951—1952) у Детройті. У віці 15 років очолив власний гурт у місцевому клубі Club Sudan (1952).
У квітні 1956 року грав з тенор-саксофоністом Юсефом Латіфом після чого через чотири місяці переїхав у Нью-Йорк. Там грав з Горасом Сільвером (1956—1959), Кеннонболлом Еддерлі (1959—1965) і Оскаром Пітерсоном (1965—1967). У 1967—1970 роках очолював власні гурти за участі сесійних музикантів, таких як Фредді Габбард, Джо Гендерсон, Джеймс Сполдінг, Кенні Баррон. Пізніше грав з Габбардом (1970—1971), Пітерсоном (1972).
Керував власним секстетом (1972—1975), потім очолював гурти разом з Джуніором Куком (1975-1976) і Вуді Шоу (1976—1977). У гурті Гейза-Шоу грав Декстер Гордон після свого повернення до Нью-Йорку (1976). У 1977 році продовжив очолювати власні хард-боп секстети, до яких входили Гері Бартц, Чарльз Толлівер, Чарльз Мак-Ферсон, Кертіс Фуллер. У 1980-х грав з Маккоєм Тайнером.
Також записувався як соліст, зокрема на лейблах Vee-Jay (1960), Timeless (1976), Muse (1977) та Candid (1989). У 1990-х роках продовжив активно випускати альбоми, серед яких Louis at Large (1996), Quintessential Lou  (2000) і Dreamin' of Cannonball (2002).

## Дискографія
- Louis Hayes (Vee-Jay, 1960)
- Breath of Life (Muse, 1974)
- Ichi-Ban (Timeless, 1976)
- The Real Thing (Muse, 1977)
- Variety Is the Spice (Gryphon, 1979)
- Light and Lively (SteepleChase, 1989)
- The Crawl (Candid, 1989)
- Una Max (SteepleChase, 1989)
- Nightfall (SteepleChase, 1991)
- Blue Lou (SteepleChase, 1993)
- The Super Quartet (Timeless, 1994)
- Louis at Large (Sharp Nine, 1996)
- Quintessential Lou (TCB, 2000)
- The Candy Man (TCB, 2001)
- Dreamin' of Cannonball (TCB, 2002)
- Maximum Firepower (Savant, 2006)
- Return of the Jazz Communicators (Smoke Sessions, 2014)